# 長津飛行場
長津空港（チャンジンくうこう、장진군공항、英: Changjin Airport）は、朝鮮民主主義人民共和国咸鏡南道長津郡にある軍事空港である。

## 概要
長津群の中心部の東側、長津湖から南東約13kmの地点に位置する、北朝鮮軍の基地である。基地は三方を山に囲まれている。滑走路は全長約2750mのものを1本有する。